# Maschen Rangierbahnhof

Maschen Rangierbahnhof (kurz Maschen Rbf) bei Maschen südlich von Hamburg an der Bahnstrecke Hannover–Hamburg ist der größte Rangierbahnhof Europas und nach dem Rangierbahnhof Bailey Yard im US-Bundesstaat Nebraska der zweitgrößte Rangierbahnhof der Welt.

## Planung
Bereits vor dem Ersten Weltkrieg gab es Pläne zur Umgestaltung der Hamburger Güterverkehrsanlagen. Vorgesehen war unter anderem der Bau eines Rangierbahnhofs in Meckelfeld nördlich von Maschen, der in den 1920er Jahren zum Teil verwirklicht wurde und überwiegend der Entlastung der Rangierbahnhöfe in Harburg und Wilhelmsburg diente. Infolge des Zweiten Weltkriegs unterblieb der weitere Ausbau des Meckelfelder Rangierbahnhofs ebenso wie der Bau einer südlichen Umgehungsbahn Hamburgs, die in Meckelfeld enden sollte.
In den 1960er Jahren bestanden in Hamburg fünf Rangierbahnhöfe, die alle mehr als 40 Jahre alt und in ihrer technischen Ausstattung veraltet waren. Insgesamt wurden in Hamburg 11.000 Güterwagen pro Tag umgestellt. Da die Zugbildung auf mehrere Rangierbahnhöfe verteilt war, mussten täglich 2.500 Güterwagen mehrfach umgestellt werden. Ende der 1950er Jahre durchgeführte Untersuchungen ergaben, dass der Neubau zweier Rangiersysteme für die Nord-Süd- und die Süd-Nord-Richtung wirtschaftlicher als die Modernisierung der vorhandenen Rangieranlagen war. Dabei erwies sich die Gegend südlich von Harburg als günstigster Standort des neuen Rangierbahnhofs. Als problematisch wurden die hohen Kosten des Neubaus und die zusätzliche Belastung des Nordkopfs des Bahnhofs Hamburg-Harburg angesehen, in dem sich die Strecken nach Cuxhaven und Hamburg höhengleich verzweigen. Deshalb war bis 1966 vorgesehen, in Maschen einen einseitigen Rangierbahnhof für die Nord-Süd-Richtung zu bauen, nach dessen Inbetriebnahme der zweiseitige Rangierbahnhof in Wilhelmsburg zu einer einseitigen Anlage für die Süd-Nord-Richtung umgebaut werden sollte.
Nach weiteren Untersuchungen ab 1968 wurde ein zweiseitiger Rangierbahnhof in Maschen als die wirtschaftlichste Lösung angesehen. Prognostiziert wurde, dass sich der Rangieraufwand nahezu halbiere; zudem würden sich 382 Betriebspersonale einsparen lassen. Die zusätzliche Belastung des Harburger Bahnhofs wurde nach Elektrifizierung der Strecken und Modernisierung des Signalsystems für vertretbar gehalten.
Der Verwaltungsrat der Deutschen Bundesbahn stimmte dem Bau des Rangierbahnhofs im August 1969 zu; das Bundesverkehrsministerium genehmigte das Vorhaben im Oktober 1969. Die Kosten für den Rangierbahnhof einschließlich der erforderlichen Zulaufstrecken wurden mit rund 375 Millionen DM (Preisstand 1969) vorhergesagt.

## Bau

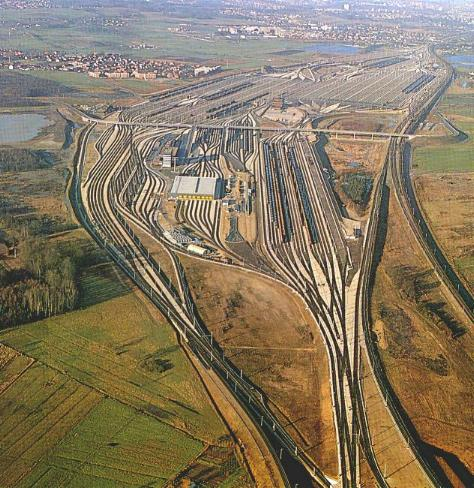
Rangierbahnhof Maschen 1977, Decatur-Brücke mittig.

Baubeginn für den Rangierbahnhof Maschen war am 7. Juni 1970. Der Baugrund am Standort beiderseits der Bahnstrecke Hamburg–Hannover bestand aus einer ein bis vier Meter dicken Torfschicht, die im Spülverfahren abgetragen und durch Sand ersetzt wurde. Insgesamt wurden drei Millionen Kubikmeter Torf und zehn Millionen Kubikmeter Sand bewegt; dabei entstanden drei Baggerseen, die heute der Naherholung dienen. Um das Baufeld freizumachen, wurde die Bahnstrecke Hamburg–Hannover zwischen Meckelfeld und Stelle nach Osten verlegt; dieser Streckenabschnitt mit der neuen Haltestelle Maschen ging am 10. April 1975 in Betrieb.
Bereits im April 1972 war eine Neubaustrecke von Maschen nach Jesteburg eröffnet worden, die die ins Ruhrgebiet führende Bahnstrecke Wanne-Eickel–Hamburg an den Rangierbahnhof anbindet. Die Zufahrtsstrecke nutzt im weiteren Verlauf zwischen Jesteburg und Buchholz die Bahnstrecke Buchholz–Lüneburg, die in diesem Abschnitt zweigleisig ausgebaut und elektrifiziert wurde. Die Strecke ins Ruhrgebiet erhielt zwischen Buchholz und Rotenburg ein drittes Gleis.
Der Rangierbahnhof Maschen ging schrittweise zwischen Mai 1977 und Oktober 1980 in Betrieb; die offizielle Eröffnung war am 7. Juli 1977. Mit der Inbetriebnahme verloren fünf Rangierbahnhöfe im Hamburger Stadtgebiet einen Teil ihrer Aufgaben – Eidelstedt, Harburg, Rothenburgsort, Wilhelmsburg und Hauptgüterbahnhof; zum Teil wurden sie zu Knotenbahnhöfen herabgestuft, die die weitere Verteilung der Güterwagen übernahmen. Bei der Inbetriebnahme kam es zu erheblichen Anlaufschwierigkeiten, so dass die Eilgüterzugbildung für ein halbes Jahr in den Harburger Rangierbahnhof zurückverlagert wurde.
1996 ging die Ausbaustrecke Hamburg-Harburg–Hamburg-Rothenburgsort in Betrieb. Bei der Planung für Maschen Rbf war noch von einer eigenständigen Güterumgehungsbahn nach Hamburg-Billwerder über den Südosten der Elbinsel ausgegangen worden.

## Anlagen und Aufgaben
Der Rangierbahnhof nimmt bei einer Länge von 7.000 Metern und einer maximalen Breite von 700 Metern eine Fläche von 280 Hektar (2,8 km²) ein. Bei der Eröffnung betrug die Gesamtgleislänge 300 Kilometer; es waren sechs Stellwerke, 825 Weicheneinheiten, 100 Haupt-, 115 Vor- und 688 Sperrsignale vorhanden. Als zweiseitiger Rangierbahnhof verfügt Maschen über zwei Zugbildungsanlagen. Im Nord-Süd-System wurden eine Richtungsgruppe mit 48 Gleisen und eine Einfahrgruppe mit 16 Gleisen erbaut; das Süd-Nord-System bekam eine Richtungsgruppe mit 64 Gleisen und eine Einfahrtsgruppe mit 17 Gleisen. Beide Systeme werden durch Abstell- und Ordnungsgruppen ergänzt. Zudem sind eine achtgleisige Wagenausbesserungshalle zur Reparatur von Güterwagen und ein Bahnbetriebswerk zur Instandhaltung von elektrischen und dieselgetriebenen Güterzuglokomotiven mit einer zweigleisigen Untersuchungshalle und zahlreichen Abstellgleisen im Freien vorhanden.
Für jedes System sind zwei Stellwerke zuständig, die Stellwerke für die Ordnungsgruppe wurden schon 1983 wieder stillgelegt.
2002 ersetzte eine zentrale Dispostelle die bisher für jede Richtung getrennten Dispostellen.
2004 wurde die Güterwageninstandhaltung zum Kombiwerk erweitert; gegenwärtig ist sie auch für die Instandhaltung von Lokomotiven zuständig.

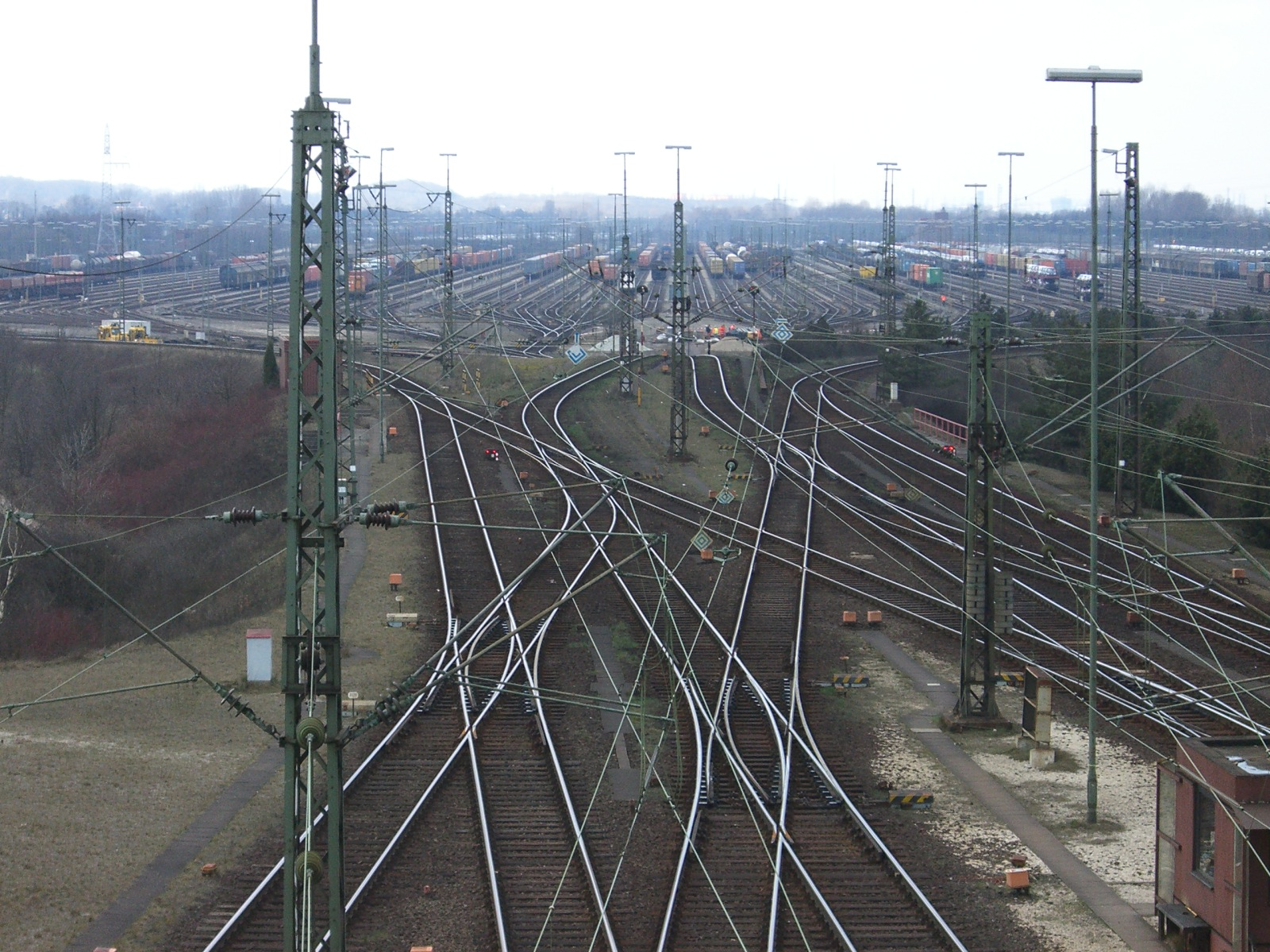
Maschen Rbf Richtungsgruppe
Süd-Nord mit 64 Richtungsgleisen vor dem Rückbau auf 48 Gleise

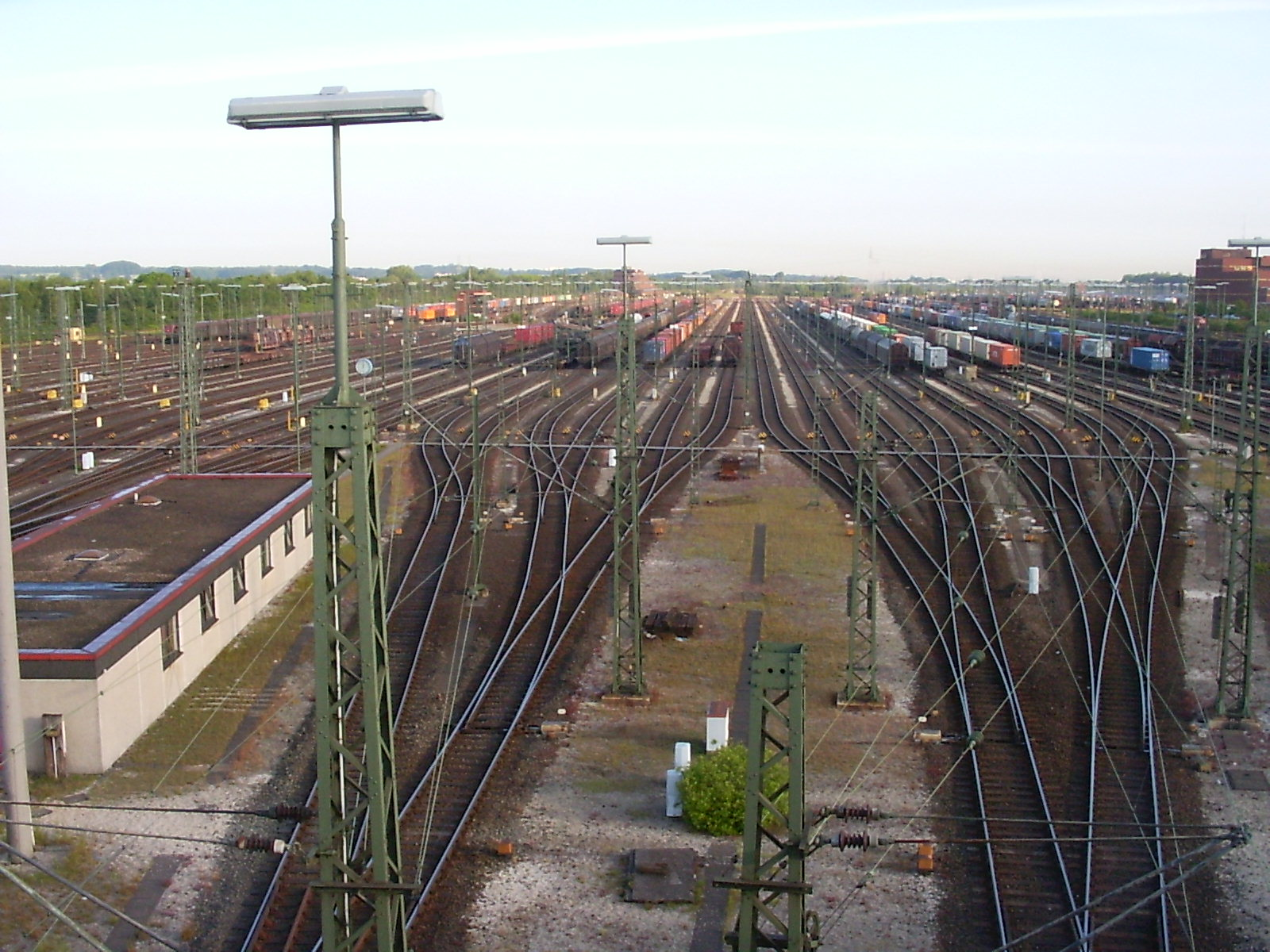
Maschen Rbf Richtungsgruppe
Nord-Süd mit 48 Richtungsgleisen

Um die angestrebte Kapazität von 11.000 Güterwagen pro Tag zu erreichen, erhielt Maschen die modernste in den 1970er Jahren verfügbare Rangiertechnik. Die Zusammensetzung eingehender Güterzüge wurde nun schon vor deren Ankunft nach Maschen übermittelt, so dass die zuvor übliche Aufnahme der Züge in der Einfahrgruppe entfiel. Anhand der Daten entstanden Zerlegelisten, die Arbeitsgrundlage der Ablaufsteuerrechner (ASR) waren. Die ASR steuerten per Funk die Rangierlokomotiven an den Ablaufbergen, gaben die Abdrückgeschwindigkeit vor, stellten die Fahrwege der ablaufenden Güterwagen ein und regelten deren Geschwindigkeit mit Gleisbremsen, davon 26 Balken- und 112 Gummigleisbremsen. 112 Beidrückanlagen stellten die abgelaufenen Güterwagen innerhalb der Richtungsgleise kuppelreif zusammen.
Der Rangierbahnhof Maschen übernimmt die Zugbildung sowohl regionaler als auch nationaler und internationaler Güterzüge. Er bildet insbesondere die Drehscheibe für den Hinterlandverkehr der Seehäfen Hamburg und Bremerhaven sowie für den Verkehr von und nach Skandinavien. Gegenwärtig betreibt DB Cargo Deutschland, Cargo Zentrum Hamburg die Anlage.
Im Rangierbahnhof Maschen wurden von 1977 bis 2007 rund 1,18 Millionen Züge mit insgesamt 35,5 Millionen Wagen gebildet und abgefahren. In den 1980er Jahren wurden im Nord-Süd-System 75 und im Süd-Nord-System 125 Züge pro Tag gebildet. Die Höchstzahl ausgehender Wagen wurde am 11. Dezember 1985 mit 8400 Wagen erreicht. Anfang der 1990er Jahre betrug die Zahl etwa 8000; 2009 waren es 4000 Güterwagen. Damit hat Maschen bislang nicht den Planungswert von 11.000 Güterwagen pro Tag erreicht; als Grund wird unter anderem die in den letzten 40 Jahren erheblich gestiegene Länge von Güterwagen genannt.
Der Bahnhof wird von der 735 m langen Decatur-Brücke – benannt nach der Partnerstadt Seevetals Decatur (Illinois) – überspannt; sie wurde von der Bundesbahn im Rahmen der Errichtung des Rangierbahnhofes 1972–1974 gebaut, 1977 aber an die Gemeinde Seevetal abgegeben, einschließlich einer Zahlung von 3,5 Millionen DM für Erhaltung und eventuell notwendigem Neubau. Die Brücke ist die Hauptzufahrt zum Rangierbahnhof und gilt aufgrund der vom Bundesverkehrsministerium herausgegebenen sog. Nachrechnungsrichtlinie als marode; im Dezember 2016 sperrte die Gemeinde Seevetal die Brücke daher voll. Die Deutsche Bahn AG erreichte im einstweiligen Rechtsschutz nach ablehnender Entscheidung des Verwaltungsgerichts Lüneburg in zweiter Instanz durch das Niedersächsische Oberverwaltungsgericht eine vorläufige Öffnung unter Auflagen zumindest für den Anliegerverkehr zum Rangierbahnhof. Die Brücke ist marode, die Abstandszahlung der Bahn für den Erhalt/Ersatz hat die Gemeinde Seevetal jedoch einer anderweitigen Verwendung zugeführt. Im März 2024 hat die Gemeinde mit einer Sanierung der Brücke begonnen, die voraussichtlich 2026 abgeschlossen sein soll. Die Sanierung soll 45,8 Mio. € kosten; das Projekt wird mit 32,2 Mio. € vom Land Niedersachsen gefördert.

## Erneuerung und Modernisierung
Da die nunmehr 30 Jahre alten Anlagen sanierungsbedürftig waren, wurde der Rangierbahnhof zwischen 2009 und 2014 erneuert und teilweise umgebaut. Am 7. Juli 2014 wurde der modernisierte Rangierbahnhof feierlich in Betrieb genommen. Hierbei wurden 120 km Gleis, 230 Weichen, 200.000 Schwellen und 200.000 m³ Schotter ersetzt. Auch die Gleisbremsen wurden erneuert. Damit sollte auch der zunehmenden Bedeutung des Containerverkehrs der Seehäfen entsprochen werden. Im Zuge der Erneuerung wurde ein Nebenablaufberg mit kurzen Richtungs- und Nachordnungsgleisen zugunsten längerer Richtungsgleise für die Bildung von Fernzügen aufgegeben. Außerdem wurden die Richtungsgruppen verkleinert, und zwar in Richtung Norden auf 48 und in Richtung Süden auf 40 Gleise. Trotz geringerer Gleiszahl soll die modernere Rangiertechnik eine höhere Leistung des Bahnhofs ermöglichen. Einfahr- und Richtungsgleise und die dazugehörigen Weichen werden bündelweise erneuert und die Ablauftechnik bei Aufrechterhaltung des Rangierbetriebs auf den neuesten Stand der Technik gebracht. Insgesamt sind hierfür 230 Millionen Euro investiert worden.
Das bisherige Ablaufsystem mit Abbremsung wurde auf eine feste Laufgeschwindigkeit mit anschließendem Beidrücken per Förderanlage und Laufzielbremsung umgestellt. Alle Bremsen wurden hierbei ausgetauscht (2 Berg-, 8 Tal- sowie 88 Richtungsgleisbremsen). Ebenso wurde die Beidrückanlage ersetzt. In den Richtungsgleisen wurden zudem Bremsprobeanlagen installiert, sowie die Einfahrgeschwindigkeit von 40 auf 60 km/h erhöht. 33 Einfahr- und 88 Richtungsgleise wurden erneuert.
Die beiden ersten Bauphasen mit der Gleiserneuerung beider Einfahrgruppen sind abgeschlossen. Die dritte Bauphase diente dem Anschluss der neuen Ablaufsteuertechnik an die vorhandenen Rangieranlagen. In den letzten Bauphasen wurden die Gleise der Richtungsgruppen in Bündeln zu je acht Gleisen neu gebaut.